# Ngundi
Ngundi (auch Ingundi und Ngondi) ist eine Bantusprache und wird von circa 3000 Menschen in der Republik Kongo gesprochen. 
Sie ist im Departement Sangha östlich von Ouésso verbreitet.

## Klassifikation
Ngundi bildet mit den Sprachen Bomitaba, Bongili, Dibole, Mbati und Pande die Ngundi-Gruppe. Nach der Einteilung von Malcolm Guthrie gehört Ngundi zur Guthrie-Zone C20.